# الظلمة الخارجية
الظلمة الخارجية (بالإنجليزية: Outer darkness)‏ هو مكان يشار إليه ثلاث مرات في نسخة الملك جيمس في إنجيل متى، حيث يُرمى الشخص إلى الأرض. وتقول وجهة النظر هذه أنها إشارة إلى تجسده، وليس إلى موقعه بعد الموت. وتستند فكرة أنَّ الجحيم في مكان ما في الفضاء الخارجي، ربما في ثقب أسود، على معرفة أن الثقوب السوداء هي أماكن ذات حرارة وضغط كبيرين لا يمكن أن يفلت منها أي شيء، ولا حتى الضوء. والظلمة الخارجية هو مكان يمكن أن يلقى فيها الشخص حيث «هُنَاكَ يَكُونُ الْبُكَاءُ وَصَرِيرُ الأَسْنَانِ» (إنجيل متى 25: 30). ومن المثير للاهتمام أن يسوع اختار هذا المصطلح. ويعتقد الكثيرون أن الظلمة الخارجية هو الجحيم. ومع ذلك، هناك بعض الذين يربطون الظلمة الخارجية بشكل عام كمكان للانفصال عن الله.

## في العهد الجديد
ذُكرت عبارة «الظلمة الخارجية» ثلاث مرات في العهد الجديد في إنجيل متى، وهي على النحو التالي: